# Čmelák – Společnost přátel přírody

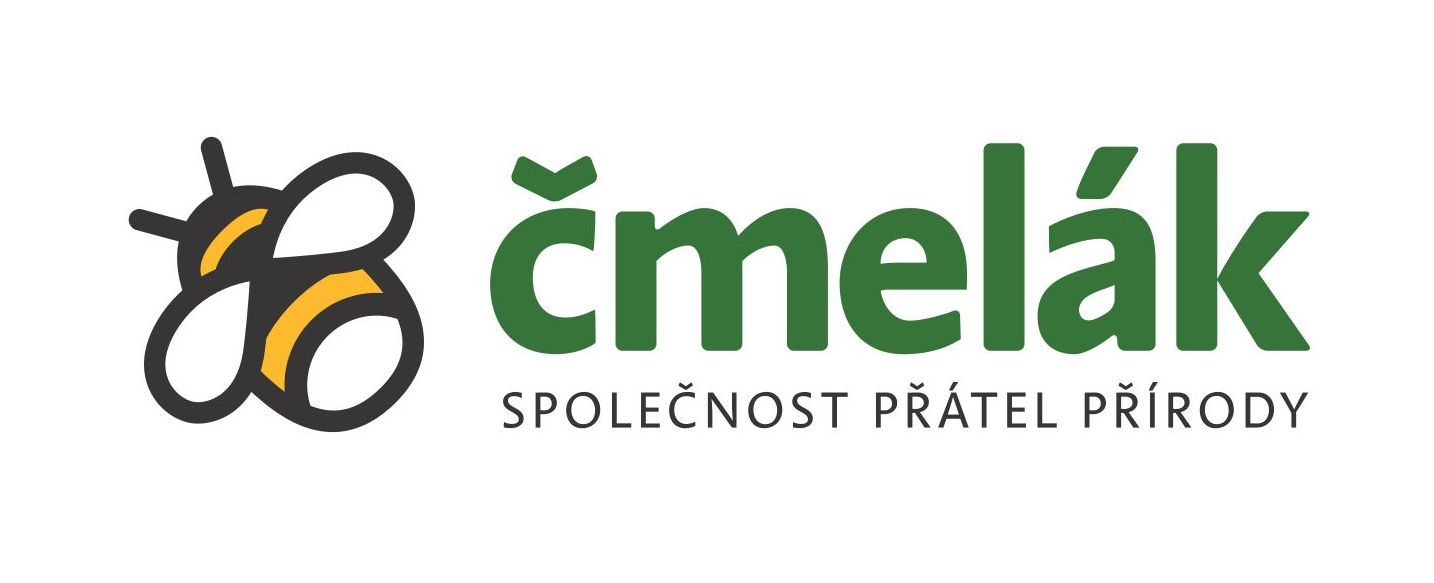
Logo neziskové organizace Čmelák - Společnost přátel přírody

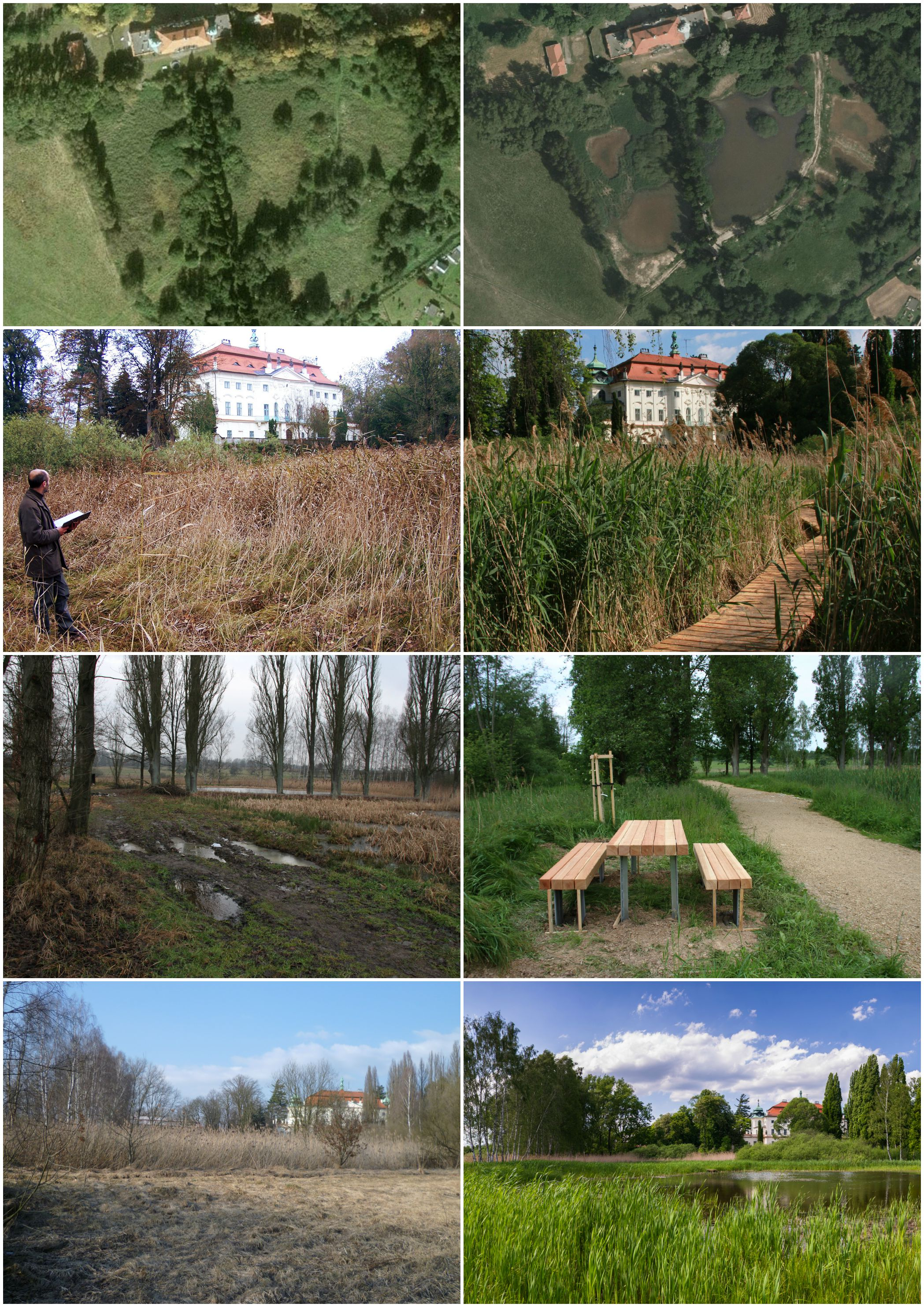
Mokřady Jablonné před a po revitalizaci

Čmelák – Společnost přátel přírody je severočeská ekologická organizace. Založena byla v roce 1994. Posláním Čmeláka má být „obnova konkrétní lokality a zároveň spojení této činnosti s ekologickou výchovou a zapojováním veřejnosti.“ Motto organizace zní: „...pro lidi, pro přírodu.“

## Činnost

### Praktická ochrana přírody
Čmelák se specializuje na přeměnu ekologicky narušených a zanedbaných míst na lokality atraktivní pro lidi i pro přírodu. Nejznámější revitalizované lokality, o které tento spolek pečuje, jsou Nový prales a Mokřady Jablonné. Organizace do roku 2014 vysázela přes 500 000 dřevin, které do přírody dříve patřily, v této době se starala o 62 hektarů přírodně významných lokalit. Čmelák také dokončil více než sto různých projektů pro lidi a pro přírodu. Organizace uvádí, že přispělo k revitalizaci stovek hektarů krajiny, kterou nevlastnilo. 

### Zapojování veřejnosti
Praktickou ochranu přírody Čmelák spojuje s ekologickou výchovou a zapojením širší veřejnosti. Pořádá exkurze pro veřejnost, terénní a tematické akce pro firmy a školy a dobrovolnické akce pro české i zahraniční dobrovolníky..Organizace také pracovala v Libereckém kraji
Ve spolupráci s obcemi a školami na programu, který se týkal výsadby dřevin. Na jaře 2013 se jich podařilo vysázet zhruba pět set. V roce 2014 Čmelák dostal v Libereckém kraji dotaci pro projekt, jehož cílem bylo zlepšení retence vody. Exkurzí po přírodních lokalitách a dobrovolnické práce v terénu zúčastnilo více než 15 000 lidí. 

### Ekologická výchova
Každoročně Čmelák zorganizuje výukové programy týkající se životního prostředí pro více než 4500 žáků a studentů. Pomocí výukových ekoprogramů se vzdělávalo více než 23 000 žáků a studentů. Za přeshraniční projekt Zelené profese spolu s německou organizací Naturschutzzentrum Neukirch organizace obdržela ocenění UNESCO za příspěvek ke vzdělání v trvale udržitelném rozvoji. Za projekt Dva jsou víc než jeden pak cenu Ještědská mrkev za přínos pro environmentální vzdělávání v Libereckém kraji.